# Miracle Mile Shops

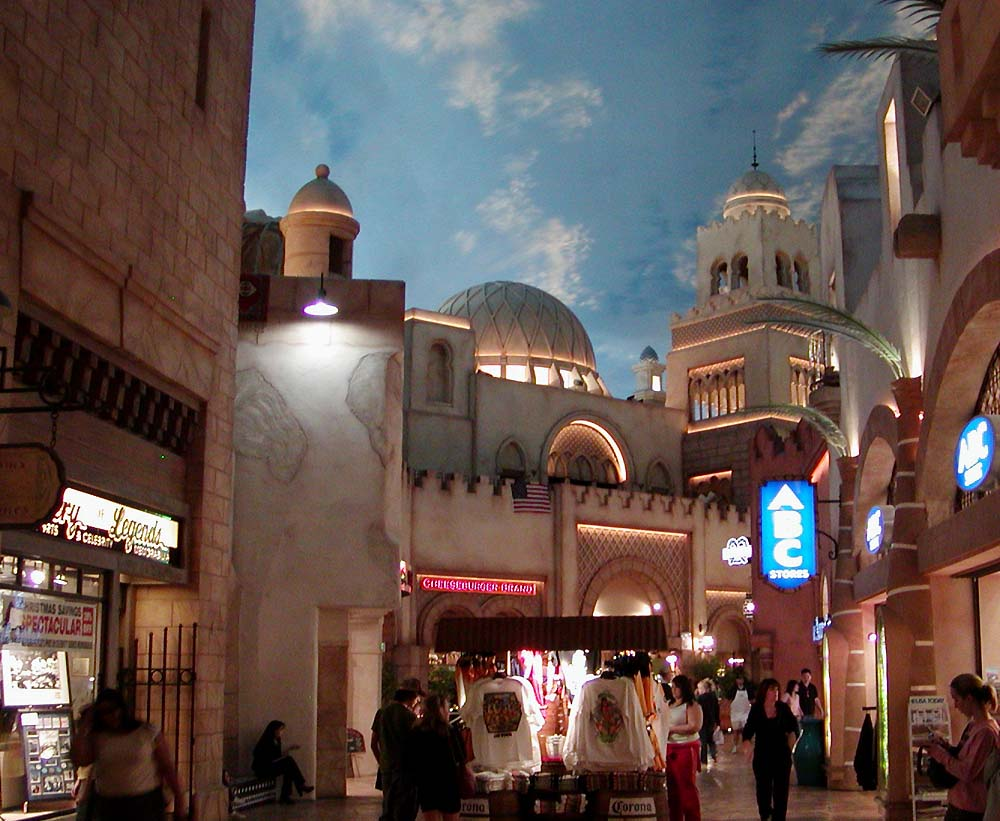
De vroegere Desert Passage Mall.

De Miracle Mile Shops (vroeger: Desert Passage Mall) is een in 2000 geopend winkelcentrum op de Strip in Las Vegas, Nevada, Verenigde Staten. Het winkelcentrum is ontwikkeld door Trizec Properties en is in 2003 overgenomen door Boulevard Invest LLC, de huidige eigenaar.

## Geschiedenis
In augustus 2000 werd de Desert Passage Mall geopend samen met het gerenoveerde The Alladin. Het winkelcentrum werd drie jaar na de opening overgenomen door Boulevard Invest LLC, een samenwerking tussen Investcorp, RFR Holding LLC en Tristar Capital.
Door middel van renovaties in datzelfde jaar werd het winkelcentrum aangepast aan het nieuwe thema van The Alladin, wat sinds datzelfde jaar Planet Hollywood werd genoemd.

## Ligging
Het winkelcentrum ligt aan de Las Vegas Boulevard in Las Vegas, Verenigde Staten. Het winkelcentrum functioneert als een verlengstuk van het Planet Hollywood en wordt aan de noordkant begrensd door Paris. Aan de andere kant van het winkelcentrum bevinden zich The Signature en Marriott's Grand Chateau. Aan de overkant van de Boulevard liggen zowel Bellagio als het nieuwe Cosmopolitan en het eveneens nieuwe CityCenter.

## Ontwerp

### Desert Passage Mall
Het volledige project kostte driehonderd miljoen dollar. Daarmee werd een winkelcentrum in Marokkaanse stijl gebouwd. Dit was dezelfde stijl als het Alladin waar het winkelcentrum bij hoorde. Er waren ongeveer 140 winkels in eerste instantie, later werd dit uitgebreid naar meer dan 170 winkels.

### Miracle Mile Shops
De naamsverandering is af te leiden uit het Miracle Mile gebied, dit is namelijk een winkelgebied in Los Angeles. Het nieuwe thema werd gekozen omdat het zou passen bij het thema van het nog te renoveren Alladin, dit zou namelijk Hollywood worden.
Tevens bevindt zich in het winkelcentrum sinds de renovering een theater dat tegenwoordig de naam Saxe Theater draagt.